# 院拝礼
院拝礼（いんのはいれい）は、正月の初めに摂関以下が院の下に参入して拝礼する儀式。
院御所の庭上に摂関以下の公卿が1列、殿上人が1列、六位官人が1列の形で列立し、院の前で拝舞の礼を行う。元日（1月1日）に行われる天皇に対する小朝拝に相当する儀式で、通常は小朝拝の直前もしくは直後に行われるが、稀に2日・3日にずらして実施されることもあった。
院政期に入ると、治天の君である院への院拝礼が、天皇への小朝拝よりも重要視されるようになった。